# CNDP2
CNDP2 (англ. Carnosine dipeptidase 2) – білок, який кодується однойменним геном, розташованим у людей на довгому плечі 18-ї хромосоми. Довжина поліпептидного ланцюга білка становить 475 амінокислот, а молекулярна маса — 52 878.
| 10         |  | 20         |  | 30         |  | 40         |  | 50         |
| ---------- |  | ---------- |  | ---------- |  | ---------- |  | ---------- |
| MAALTTLFKY |  | IDENQDRYIK |  | KLAKWVAIQS |  | VSAWPEKRGE |  | IRRMMEVAAA |
| DVKQLGGSVE |  | LVDIGKQKLP |  | DGSEIPLPPI |  | LLGRLGSDPQ |  | KKTVCIYGHL |
| DVQPAALEDG |  | WDSEPFTLVE |  | RDGKLYGRGS |  | TDDKGPVAGW |  | INALEAYQKT |
| GQEIPVNVRF |  | CLEGMEESGS |  | EGLDELIFAR |  | KDTFFKDVDY |  | VCISDNYWLG |
| KKKPCITYGL |  | RGICYFFIEV |  | ECSNKDLHSG |  | VYGGSVHEAM |  | TDLILLMGSL |
| VDKRGNILIP |  | GINEAVAAVT |  | EEEHKLYDDI |  | DFDIEEFAKD |  | VGAQILLHSH |
| KKDILMHRWR |  | YPSLSLHGIE |  | GAFSGSGAKT |  | VIPRKVVGKF |  | SIRLVPNMTP |
| EVVGEQVTSY |  | LTKKFAELRS |  | PNEFKVYMGH |  | GGKPWVSDFS |  | HPHYLAGRRA |
| MKTVFGVEPD |  | LTREGGSIPV |  | TLTFQEATGK |  | NVMLLPVGSA |  | DDGAHSQNEK |
| LNRYNYIEGT |  | KMLAAYLYEV |  | SQLKD      |  |            |  |            |

A: Аланін

C: Цистеїн

D: Аспарагінова кислота

E: Глутамінова кислота

F: Фенілаланін

G: Гліцин

H: Гістидин

I: Ізолейцин

K: Лізин

L: Лейцин

M: Метіонін

N: Аспарагін

P: Пролін

Q: Глутамін

R: Аргінін

S: Серин

T: Треонін

V: Валін

W: Триптофан

Кодований геном білок за функціями належить до гідролаз, протеаз, металопротеаз, карбоксипептидаз, фосфопротеїнів. 
Задіяний у таких біологічних процесах, як ацетилювання, альтернативний сплайсинг. 
Білок має сайт для зв'язування з іонами металів, іоном марганцю. 
Локалізований у цитоплазмі.